# Knutsbol
Knutsbol är en kommunöverskridande småort i Degerfors och Karlskoga kommuner i Örebro län.
Knutsbol ligger vid östra stranden av Möckeln, mitt emellan tätorterna Karlskoga och Degerfors. strax söder om Labbsand. Orten omfattar bebyggelse i de sammanväxta byarna Knutsbol i Degerfors kommun och Södra Östervik i Karlskoga kommun, år 2000 benämnde SCB småorten Knutsbol + Södra Östervik.

## Historik
Knutsbol nämns skriftligt första gången år 1555 tillsammans med gårdarna Alkvettern, Backa, Brickegården, Gälleråsen och Torpet, dessa då administrativt tillhörande Knista socken i Närke. Den administrativa uppdelningen mellan Värmland och Närke gick just genom Möckelnområdet varför den värmländska delen upptog sju stycken motsvarande ursprungliga gårdar, bland andra Bregården och Aggerud. År 1583 överfördes Möckelsbodar, det blivande Karlskoga, till Värmland.  Det är okänt om kronan ägde Knutsbol vid denna tidpunkt. År 1585 redovisades dock Knutsbol tillsammans med Aggerud såsom varande kronogods. 
Vid grundandet av Karlskoga församling år 1586 upplät hertig Karl, sedermera kung Karl IX, Knutsbol som bostad åt Karlskogas förste kyrkoherde, Olaus Johannis Gestricius. Gestricius innehade Knutsbol åren 1586-1594 under färdigställandet av prästbostället i Karlskoga..
Det ursprungliga kronogodset finns ej längre kvar och dess exakta placering i byn är okänd. Troligtvis låg den dock i nära anslutning till den bergsmansgård som uppfördes under 1700-talet och som under tiden 1954-2004 utgjorde Degerfors hembygdsgård.
Mellan Knutsbol och Södra Östervik ligger ett nedlagt sandstensbrott skyddat som riksintresse för naturvård då lokalen utgör den nordligaste kända platsen för bergarten visingsösandsten. Den smalspåriga järnvägslinjen Vikern–Möckelns Järnväg passerade Knutsbol och transporterade sandsten till bruken i Degerfors och Valåsen för ugnsreparationer mellan åren 1873-1907. Efter nedläggningen av järnvägen 1907 skedde transporten av sten fortsatt på rälsen troligtvis medelst dragoxar.

## Geografi och samhälle
Kommunens nordligaste kommunala badplats ligger vid Sandudden vilken utgör förlängningen av byns åssträckning ner mot Möckeln vid sjöns smalaste del. Ridverksamheten inom Degerfors kommun är koncentrerad till Knutsbol med såväl ridskola som ridanläggning.

### Befolkningsutveckling
| Befolkningsutvecklingen i Knutsbol 1995–2023 | Befolkningsutvecklingen i Knutsbol 1995–2023 | Befolkningsutvecklingen i Knutsbol 1995–2023 | Befolkningsutvecklingen i Knutsbol 1995–2023 | Befolkningsutvecklingen i Knutsbol 1995–2023 |
| -------------------------------------------- | -------------------------------------------- | -------------------------------------------- | -------------------------------------------- | -------------------------------------------- |
|                                              |                                              |                                              |                                              |                                              |
| År                                           |                                              |                                              | Folkmängd                                    |                                              |
| 1995                                         | 1995                                         |                                              | 59                                           |                                              |
| 2005                                         | 2005                                         |                                              | 58                                           |                                              |
| 2010                                         | 2010                                         |                                              | 53                                           |                                              |
| 2015                                         | 2015                                         |                                              | 78                                           |                                              |
| 2020                                         | 2020                                         |                                              | 80                                           |                                              |
| 2023                                         | 2023                                         |                                              | 83                                           |                                              |
|                                              |                                              |                                              |                                              |                                              |